# POST-карта

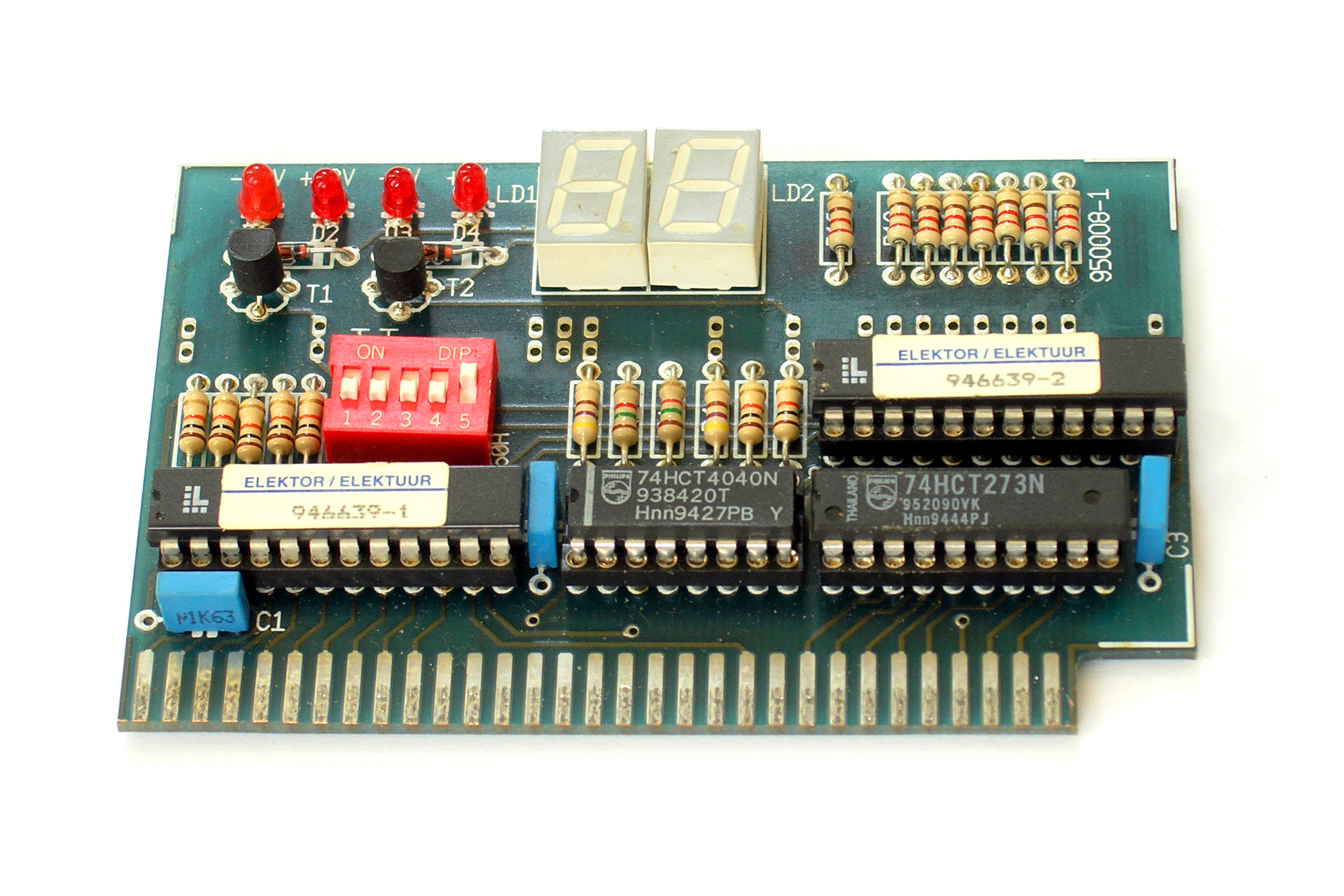
Варіант плати для 8-бітної ISA-шини

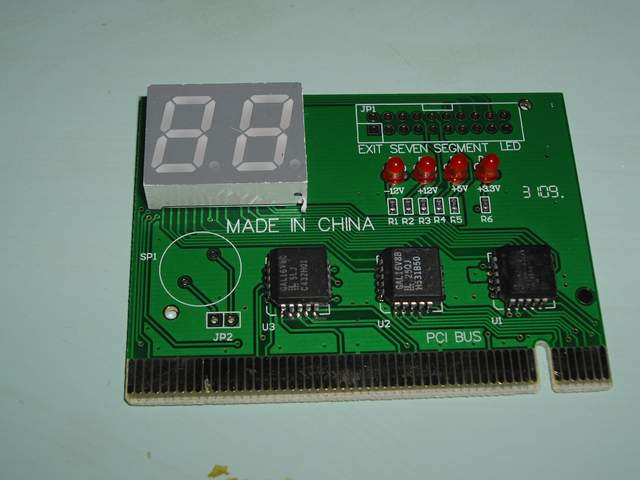
Найпростіша плата PCI POST

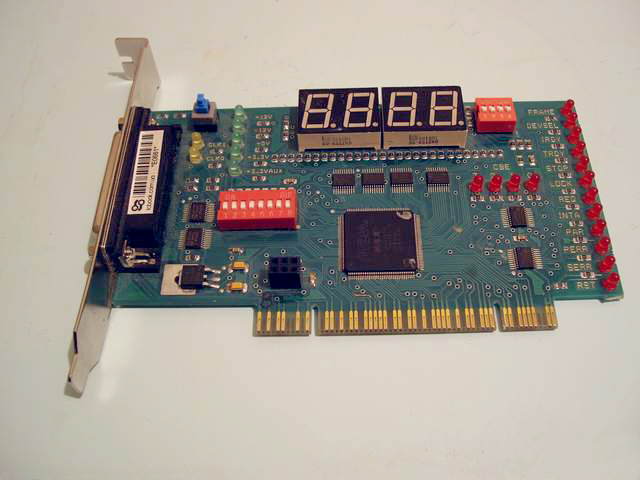
Професійна плата PCI POST

POST-карта (іноді називають POST-тестером або POST-платою) — плата розширення, що має власний цифровий індикатор для виведення на нього кодів ініціалізації системної плати. За останнім виведеним кодом можна визначити, в якій з компонентів системної плати є несправність. Ці коди залежать від виробника BIOS системної плати. У разі відсутності помилок і нормального проходження POST-тесту POST-карта виводить на свій індикатор код успішного завершення тесту (для більшості системних плат це код FF).
POST-тестер може бути виконаний в багатьох варіантах. Наприклад, POST Code Dual має дисплей-індикатор з двох сторін, тому немає потреби у витяганні карти для зчитування інформації з індикатора. Також на всіх POST-тестерах встановлені світлодіоди, що свідчать про наявність напруг +5 +3,3 +12, −12, іноді виробники додають інші індикатори. POST-тестери мають різні з'єднувачі для під'єднання до системної шини (PCI, ISA, miniPCI (ноутбуки) і навіть LPT (для системних плат, які передають POST-сигнал на порт LPT).
Для виведення POST-сигналу зазвичай використовують порт 80h, але можуть бути й інші порти, найчастіше 81h (до речі, деякі тестери мають функцію задання порту).